# Batalla de Kondoa Irangi
La batalla de Kondoa Irangi va ser una batalla de la Campanya d'Àfrica Oriental de la Primera Guerra Mundial.

## Antecedents
Després dels èxits en les batalles de Latema Nek i Kahe, les forces de l'Entesa, sota el comandament del general Jan Smuts, van continuar el seu avanç cap al sud, cap a l'Àfrica Oriental Alemanya.
El 17 d'abril de 1916, la 2a Divisió del general Jacob van Deventer havia arribat als voltants de la localitat de Kondoa Irangi, on van fer contacte amb una unitat de la Schutztruppe alemanya. La 2a Divisió va aconseguir empènyer a l'enemic i va capturar la ciutat el 19 d'abril. Les víctimes de l'Entesa van ser mínimes, mentre que van morir 20 àscaris i 4 alemanys i van ser capturats 30 àscaris. També es van trobar 80 fusells moderns amb municions i un gran ramat de bestiar.
Tot i les poques baixes, Jacob van Deventer va dir l'alt comandament que la 2a Divisió estava esgotada i que no podia continuar l'avanç per algun temps. Durant el seu avanç cap a Moshi, la divisió havia perdut més de 2.000 cavalls, sobretot a causa de la mosca tse-tsé. Llavors, Jam Smuts va ordenar a Jacob van Deventer de consolidar la seva posició en Kondoa Irangi i van ser enviats reforços per a ajudar en aquest procés.
Durant aquest període, va començar l'estació humida. Això va causar enormes problemes de proveïment per a la força de l'Entesa; ponts de ferrocarril van ser arrasats pels rius crescuts i les carreteres es van esdevenir intransitables. La 2a Divisió va quedar completament aïllada i es va veure obligada a recollir els subministraments de tot Kondoa. El resultat va ser una caiguda de la salut i la moral de les tropes.

## Batalla
Mentre que Jacob van Deventer estava atrapat en Kondoa, el comandant alemany Paul von Lettow-Vorbeck ho va aprofitar per a reforçar a correcuita les seves posicions al voltant de la ciutat. A principis de maig, havien arribat a la zona al voltant de 4.000 tropes alemanyes. En aquell moment, la 2a Divisió estava debilitada per la malaltia i la malnutrició, i va quedar reduïda a tan sols 3.000 homes en Kondoa Irangi.
L'assalt alemany va començar el 7 de maig. Jacob van Deventer va retirar les seves posicions perifèriques i es va preparar per a defensar el centre de la ciutat. El 9 de maig es va produir un altre atac alemany, amb un assalt al sud-est de la ciutat, que va començar a les 7:30 pm. Van atacar en quatre onades separades però es van rebutjar totes. En alguns llocs, els alemanys van arribar a les mateixes trinxeres abans de ser obligats a retirar-se pel foc de metralladora. L'atac es va aturar a la matinada del 10 de maig, després d'haver fracassat.

## Conseqüències
Després de la batalla, Lettow-Vorbeck va continuar ocupant posicions al sud de Kondoa durant dos mesos, llançant incursions esporàdiques contra les columnes de subministrament i comunicacions de Jacob van Deventer, i van bombardejar Kondoa amb artilleria, incloent dos canons pesats recuperats del SMS Königsberg, enfonsat en la batalla del delta del Rufiji.
Jacob van Deventer va ser incapaç de contraatacar a causa de la falta dels cavalls i de l'esgotament de tota la seva divisió. El general Smuts va enviar tres regiments sud-africans (el 7è, 8è i 10è) per a assegurar la posició. Aquests homes van arribar el 23 de maig.